# Peregrinus (Maler)

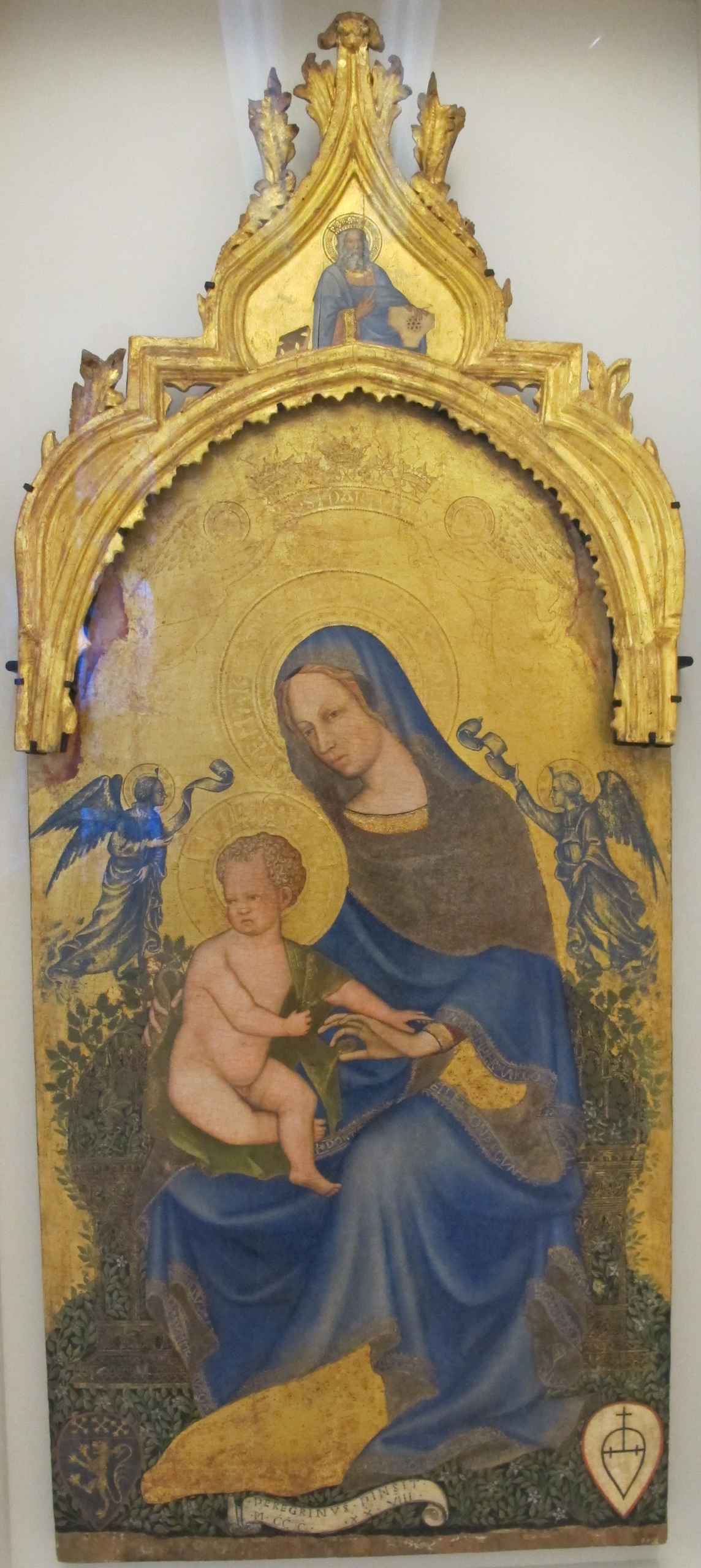
Maria mit dem Kinde (um 1428)

Peregrinus (tätig um 1428) war ein italienischer Maler.
Er war ein wenig bekannter Maler, dessen Identität lediglich durch ein signiertes und datiertes Gemälde überliefert ist. Dabei handelt es sich um eine 1428 gemalte Madonnentafel, die sich heute im Besitz des Victoria and Albert Museums in London befindet. Stilistisch steht die Tafel dem Gentile da Fabriano nahe. Weitere Details deuten darauf hin, dass er in Umbrien oder in den Marken tätig war. 
Weitere Werke konnten Peregrinus bisher nicht zugewiesen werden.

## Werke
- Maria mit dem Kinde, 1428 (London, Victoria & Albert Museum)